# Synagoge Affaltrach

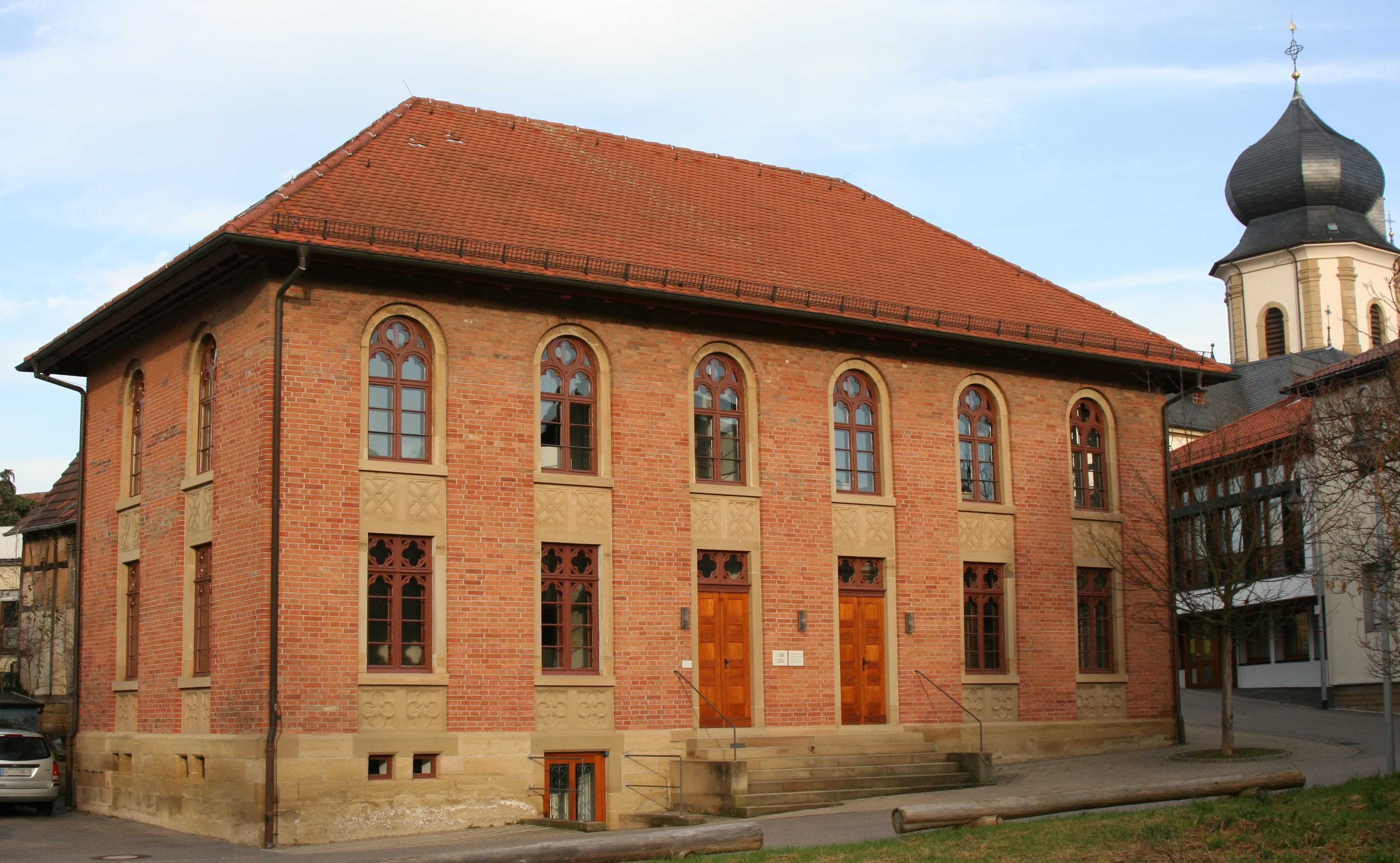
Die ehemalige Synagoge in Affaltrach

Die ehemalige Synagoge in der Unteren Gasse in Affaltrach, einem Ortsteil von Obersulm im Landkreis Heilbronn im nördlichen Baden-Württemberg, wurde 1851 errichtet und dient heute als Museum zur Geschichte der Juden in Kreis und Stadt Heilbronn.

## Geschichte
Nachdem die alte Affaltracher Synagoge in der Unteren Gasse 1844 wegen Baufälligkeit durch das Oberamt Weinsberg geschlossen worden war, beschloss die Jüdische Gemeinde Affaltrach den bereits seit Jahren erwogenen Neubau einer Synagoge. Das nur wenige Meter von der alten Synagoge entfernte Grundstück für den Neubau stiftete der Jude Nathan Krailsheimer. Dieser hatte dort einst in einem zweistöckigen Haus mit Scheuer (Scheune) und Backraum gelebt, sich dann jedoch in der heutigen Weilerstraße ein neues Haus gebaut und den Altbau an der Unteren Gasse abreißen lassen. Zusätzlich zum Bauplatz stiftete er noch 600 Gulden als Grundstock für den Neubau. Ein erster Entwurf des Weinsberger Oberamtswerkmeisters Bürk von 1845 für ein zweistöckiges Synagogengebäude mit seitlichen Flügeln für jüdische Schule und Vorsängerwohnung konnte wegen der zu erwartenden Baukosten von knapp 11.000 Gulden nicht verwirklicht werden. Bürk fertigte 1847 einen zweiten Entwurf, der Synagoge, Konfessionsschule, Vorsängerwohnung und Mikwe (rituelles Tauchbad) in einem einzelnen Gebäudetrakt vereinte und für unter 6000 Gulden zu realisieren sei. Nachdem der Baubeschluss durch Differenzen mit der zeitweilig als Filialgemeinde zugehörigen jüdischen Gemeinde in Eschenau und durch die Revolutionsunruhen 1848 mehrfach verzögert wurde, kamen die zweiten Pläne Bürks im Jahr 1851 zur Ausführung. Das Gebäude konnte nach sechsmonatiger Bauzeit am 28. November 1851 eingeweiht werden. Durch zahlreiche Abschläge betrugen die tatsächlichen Baukosten letztlich nur knapp 4000 Gulden.
Die Synagoge in Affaltrach wurde im Stil des Historismus mit neoromanischen und neoislamischen Elementen als zweigeschossiges Gebäude mit sechs Fensterachsen an den Längs- und zwei Fensterachsen an den Querseiten errichtet. Die Abmessungen des Gebäudes betragen 8,95 × 18,90 Meter. Der Synagogenraum bildete die rechte Hälfte des Gebäudes und erstreckte sich über beide Etagen, wobei in der ersten Etage die dreiseitig umlaufende Frauenempore eingezogen war. Der Synagogenraum war inklusive der Frauenempore mit Sitzplätzen für insgesamt 142 Personen ausgestattet. Im Erdgeschoss befanden sich in der linken Gebäudeseite ein Schul- sowie ein Sitzungs- und Gastzimmer, im Obergeschoss war die Vorsängerwohnung mit Wohnzimmer, Schlafzimmer und Küche sowie einem weiteren Raum. Erwähnenswert ist die strenge äußere und innere Symmetrie des Gebäudes, die sich auch in den beiden Portalen manifestiert. Das rechte der beiden Portale war ursprünglich ohne Funktion. Mittels der falschen Tür ergab sich von außen eine symmetrische Fassadengestaltung, zugleich konnte der Synagogeninnenraum mit jeweils acht Bankreihen links und rechts des Mittelganges symmetrisch gestaltet werden. Die Mikwe befand sich im Untergeschoss und war durch eine Freitreppe von der Straße her zugänglich. Gespeist wurde die Mikwe ursprünglich durch eine ebenfalls im Keller des Gebäudes gefasste Quelle.

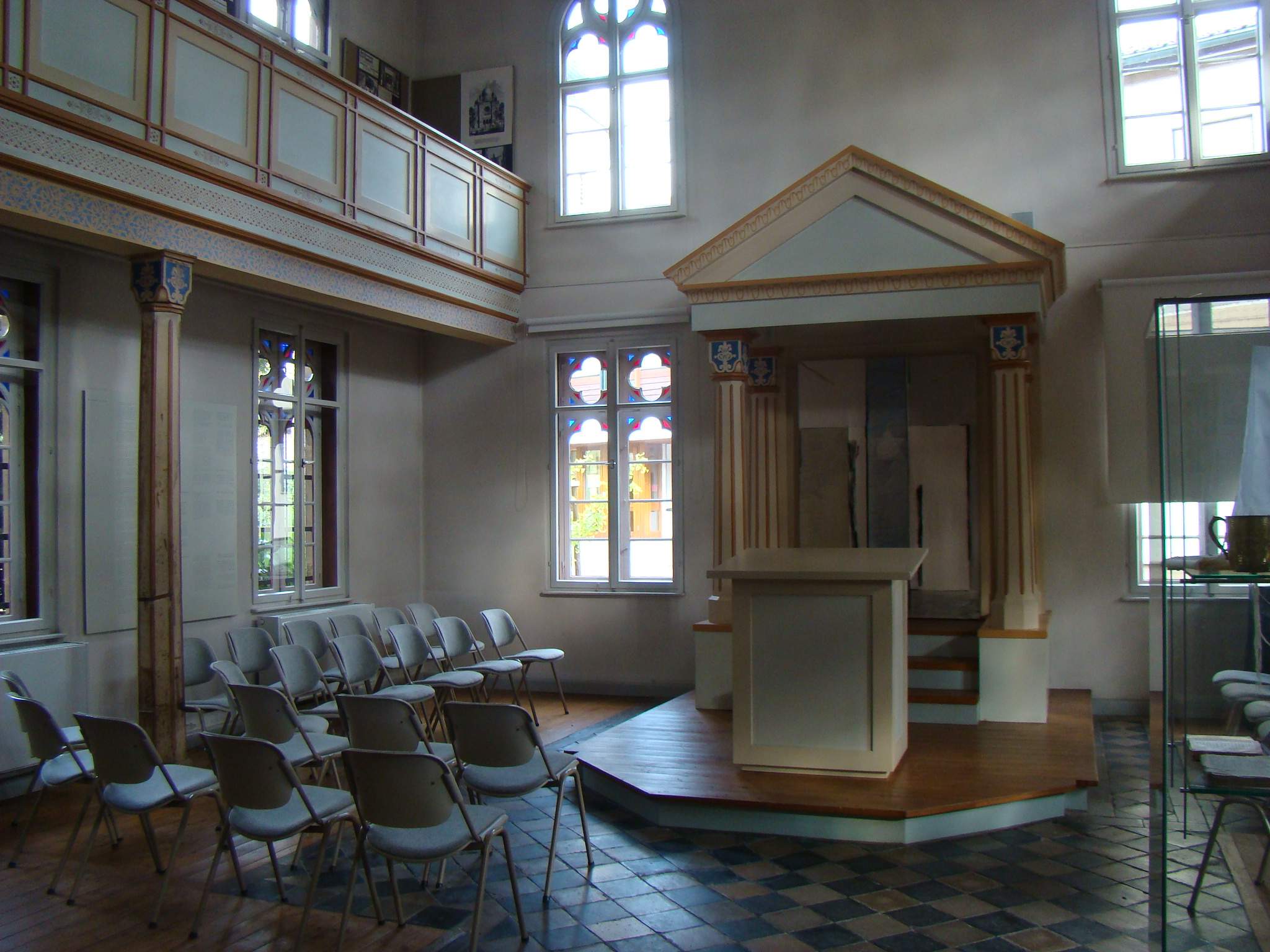
Innenansicht des ehemaligen (rekonstruierten) Synagogenraums

Während der Synagogenraum und die Wohnräume in der Zeit vor dem Zweiten Weltkrieg kaum Veränderungen erfuhren, wurde die Mikwe vielfach umgebaut. Renovierungen fanden 1880/82 und 1901 statt, 1911 wurde die Mikwe anlässlich der Einrichtung öffentlicher Wasserleitungen abermals erneuert. Im Ersten Weltkrieg musste ein zum Erwärmen des Wassers genutzter Kupferkessel abgeliefert werden. Nach dem Ersten Weltkrieg wurde die Mikwe nicht mehr genutzt, vielmehr griff die jüdische Gemeinde für rituelle Bäder künftig auf die in einem Haus an der Ecke Silbergrubenstraße/Am Ordensschloss eingerichteten öffentlichen Badekabinen zurück.
In der Lehrerwohnung lebte eine Reihe von jüdischen Lehrern, zuletzt Samuel Spatz, der 1904 nach Rexingen versetzt wurde, als wegen der rückläufigen Gemeindegröße die Konfessionsschule in Affaltrach aufgelöst wurde. Danach bewohnte eine jüdische Witwe bis zu ihrem Tod 1918 die Räume. Zum 1. April 1919 mietete der Affaltracher Schultheiß Wilhelm Oßwald die Wohnung und verpflichtete sich, während der Gottesdienstzeiten auf störende Geräusche und Handlungen zu verzichten. Im Jahr 1920 übernahm das Überlandwerk Öhringen die inzwischen wieder leerstehende Wohnung, um darin jeweils einen Bezirksmonteur mit Familie unterzubringen. Ab 1925 wohnte dadurch die Familie Görisch in der Wohnung. Die darunterliegenden Schul- und Gastzimmer wurden um 1930 als Ausweichquartier für die ländliche Fortbildungsschule genutzt, später an eine jüdische Familie vermietet.
Durch den Niedergang der jüdischen Gemeinde seit dem späten 19. Jahrhundert fehlte häufig die für Gottesdienste nötige Anzahl von Männern. Ab 1917 fanden wegen der zum Militär eingezogenen jüdischen Männer keine regelmäßigen Gottesdienste mehr in der Synagoge statt. Auch später konnte sich wegen der weiter sinkenden Gemeindegröße kein regelmäßiger Gottesdienst mehr auf Dauer etablieren. Bis in die späten 1920er Jahre war das Gebäude stark baufällig. Der letzte Gottesdienst fand im Jahr 1935 statt.
Der ungenutzte Synagogenraum und die zu jener Zeit von einer jüdischen Familie bewohnten Räume im Untergeschoss wurden während der Novemberpogrome 1938 verwüstet. Aufgrund der nichtjüdischen Bewohner im Obergeschoss und der engen Bebauung des Affaltracher Ortskerns kam es jedoch zu keiner Zerstörung des Gebäudes an sich. Von 1940 bis 1942 waren im Synagogenraum und im Untergeschoss der linken Haushälfte polnische Kriegsgefangene einquartiert. Gemäß den Vorschriften der 10. Verordnung zum Reichsbürgergesetz 1941 kam das Gebäude in den Besitz der Reichsvereinigung der Juden in Deutschland, die es am 21. Oktober 1942 – zu jener Zeit existierte die jüdische Gemeinde in Affaltrach schon nicht mehr – an die Gemeinde Affaltrach verkaufte. Ab August 1942 befanden sich die kriegsbedingt ausgelagerte Packerei und der Versand der Zwirnerei Ackermann im Synagogengebäude, wofür auch auf der rechten Gebäudeseite auf Höhe der Frauenempore ein durchgehender Geschossboden eingezogen wurde.
Nachdem Affaltrach am 13. April 1945 von amerikanischen Truppen besetzt worden war, kam es am Folgetag zu einer Plünderung des Synagogengebäudes durch polnische Zwangsarbeiter. Das Gebäude blieb jedoch weiterhin Lager der Zwirnerei Ackermann und Wohnung der Familie Görisch. 1948 wurde in die Mikwe ein Betonboden eingebracht und der Raum zur Waschküche umgebaut. Im Juli 1949 gab es einen Vergleich zwischen der JRSO und der Gemeinde Affaltrach, wonach das Gebäude gegen eine Ausgleichszahlung von 10.000 DM im Besitz der Gemeinde verblieb. Im Spätjahr 1949 zog die Zwirnerei Ackermann aus dem Gebäude aus. Da sich kein gewerblicher Nachmieter fand, überließ die Gemeinde den Synagogensaal dem örtlichen Sportverein als Turnhalle. Die Räume im Untergeschoss der linken Gebäudeseite wurden zu Wohnzwecken vermietet, darüber wohnte bis 1958 weiterhin Familie Görisch. Ab 1951 nutzte auch der Musikverein einen Teil des Gebäudes, und etwa zur selben Zeit kam noch eine Tischtennisgruppe des CVJM hinzu. In jener Zeit wurde verschiedentlich die Nutzung des Gebäudes als Schulhaus und der Umbau zu einem Mehrfamilienhaus diskutiert, jedoch letztlich nicht umgesetzt. Zum 1. Februar 1956 mietete das Affaltracher emü-möbelwerk den Synagogenraum als Lagerraum. Die linke Gebäudeseite wurde weiterhin bewohnt, später unter anderem von italienischen Gastarbeitern des Möbelwerks und von türkischen Familien. Ein Teil der Räume diente auch als Obdachlosenunterkunft der Gemeinde. Nachdem 1980 die Möbelfabrik die Lagerräume nicht mehr nutzte, lagerte die Gemeinde dort Möbel und Haushaltsartikel für Asylbewerber ein.
1983 kam es angesichts der Abwägung von Abriss oder Erhalt der Sontheimer Synagoge zu ersten Überlegungen, in der Affaltracher Synagoge eine Gedenkstätte einzurichten, falls die Sontheimer Synagoge nicht erhalten werden könne. Die Gedenkstättenidee fand breiten Rückhalt in der Bevölkerung sowie bei Kirchen und Parteien, so dass sich im Mai 1985 ein Verein zur Erhaltung der Synagoge Affaltrach gründete, der finanzielle und ideelle Unterstützung von der Gemeinde Obersulm und dem Landkreis Heilbronn erhielt. Der Landkreis übernahm das Gebäude am 16. Dezember 1986 kostenlos von der Gemeinde Obersulm und finanzierte im Wesentlichen die zweijährige gründliche Sanierung des Gebäudes, bei der die zwischenzeitlich umgestaltete Mikwe wieder freigelegt und die ehemalige Raumaufteilung des Synagogenraums mit Frauenempore wiederhergestellt wurden. Das Gebäude wurde am 9. November 1988 mit einer Feier der Öffentlichkeit übergeben. Nach einem weiteren halben Jahr der Ausgestaltung wurde am 11. Mai 1989 ein Museum zur Geschichte der Juden in Kreis und Stadt Heilbronn darin eröffnet. Der Landkreis Heilbronn ist für den Erhalt und die Ausstattung des Gebäudes zuständig, die laufenden Unterhaltskosten werden von der Gemeinde Obersulm getragen.

## Museum

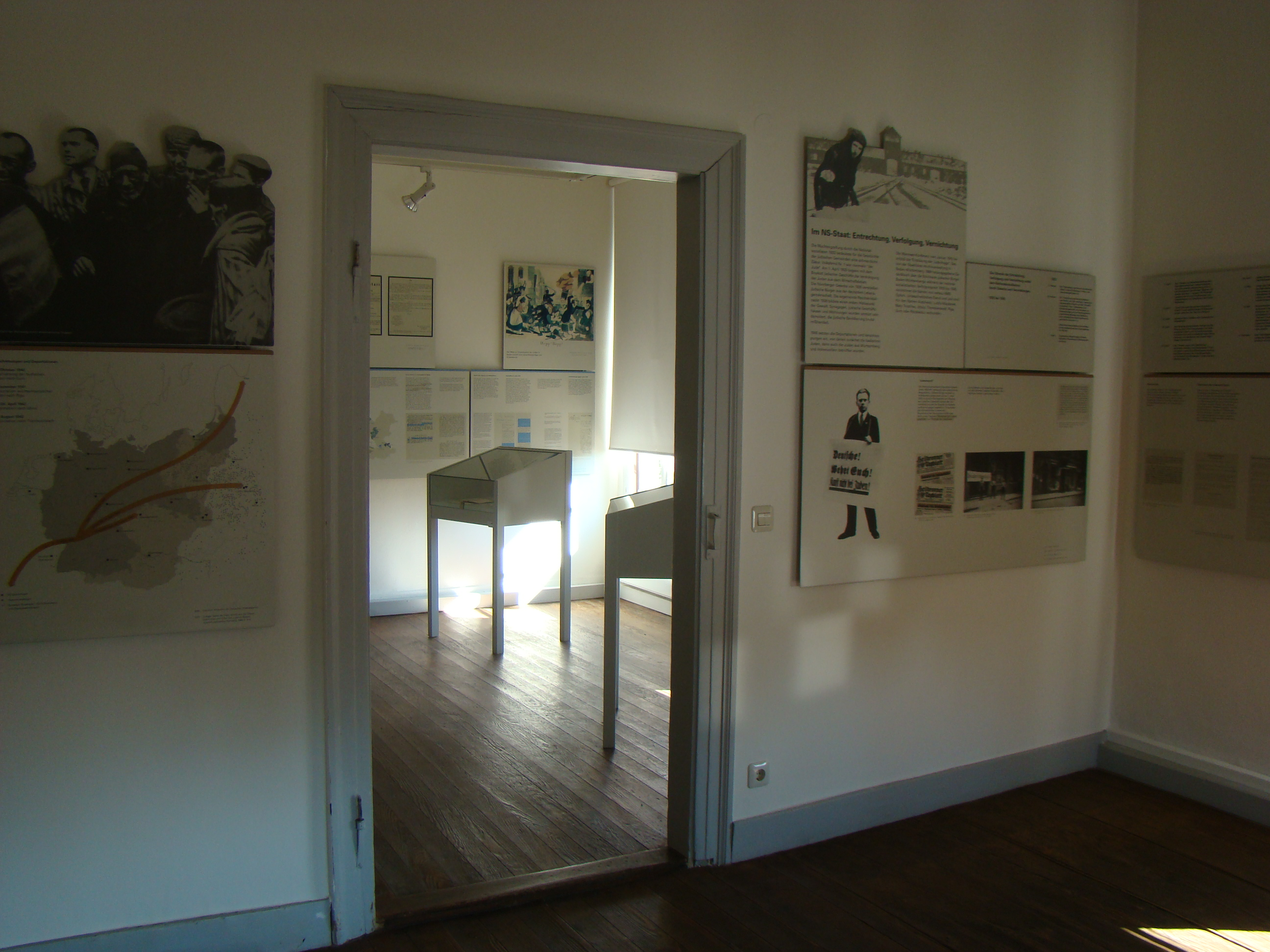
Ausstellungsräume im Obergeschoss

In Zusammenarbeit des Vereins zur Erhaltung der Synagoge Affaltrach e. V. und des Landkreises Heilbronn wurde das Museum errichtet. Der Verein Freundeskreis ehemalige Synagoge Affaltrach ist für Führungen in der Synagoge zuständig. Eine vom damaligen Kreisarchivar Wolfram Angerbauer konzipierte Dauerausstellung zeigt in fünf Räumen die Geschichte der Heilbronner Juden. Im Erdgeschoss wird im ehemaligen Schulzimmer die Situation der Juden im Mittelalter veranschaulicht, wobei verschiedene Karten die Standorte jüdischen Lebens in Heilbronn und Umgebung anzeigen. Das frühere Sitzungs- und Gastzimmer ist dem Thema Dörfliches Schutzjudentum gewidmet. Im Obergeschoss wird im Raum neben der Küche die Rechtliche Emanzipation der Heilbronner Juden nach der französischen Revolution thematisiert. Auf der Frauenempore gibt es Informationen zum Synagogenbau im 19. Jahrhundert. Im ehemaligen Wohnzimmer des Synagogengebäudes wird die Entrechtung, Verfolgung, Ermordung der Juden im NS-Staat behandelt. Das ehemalige Schlafzimmer des Synagogengebäudes beherbergt den Ausstellungsteil zu Jüdischen Persönlichkeiten. Im ehemaligen Synagogenraum steht das Religiöse Leben im Mittelpunkt.